# 廉褒
廉 褒（れん ほう、生没年不詳）は、前漢の人。字は子上。隴西郡襄武県の人。先祖は廉頗で、漢の時代になり豪族であったため苦陘から移住させられたという。

## 略歴
西域都護を務め、その恩義と信頼が賞賛された。
永始3年（紀元前14年）に金城太守から執金吾に移り、永始4年（紀元前13年）に右将軍となる。
綏和元年（紀元前8年）、男子に恵まれなかった成帝が皇太子を甥の定陶王（哀帝）と弟の中山王から選ぶ際、成帝は丞相・御史大夫・将軍に諮問した。廉褒は丞相翟方進・大司馬驃騎将軍王根らと共に定陶王を支持し、定陶王が皇太子に立てられた。しかしこの年、淳于長の事件に廉褒も連座し、罷免され庶人となった。
子の廉丹は新の将軍として有名である。